# Dangerous Curves (album)
Dangerous Curves è il quinto album di Lita Ford, pubblicato nel 1991 per l'Etichetta discografica RCA Records.

## Tracce
1. Larger Than Life (Ehmig, Ford, Grombacher) 3:53
2. What Do Ya Know About Love (Cantor, Caruso, Curtis) 3:52
3. Shot of Poison (Ford, Grombacher, Vallance) 3:31
4. Bad Love (Ehmig, Ezrin, Ford, Taylor) 4:20
5. Playin' with Fire (Ehmig, Ford, Vallance) 4:08
6. Hellbound Train (Ehmig, Ezrin, Ford, Grombacher, Savigar) 6:06
7. Black Widow (Ehmig, Ezrin, Ford, Taylor) 3:30
8. Little Too Early (Blackmore, Pitrelli, Turner) 2:58
9. Holy Man (Ehmig, Ford) 4:42
10. Tambourine Dream (Ehmig, Ford, Grombacher) 4:53
11. Little Black Spider [strumentale] (Ford) 1:46

## Lineup
- Lita Ford - Voce, Chitarra
- Joe Taylor - Chitarra
- Matt Bissonette - Basso
- Myron Grombacher - Batteria
- David Ezrin - Tastiere

### Altri musicisti
- Howard Leese - Chitarra addizionale nella traccia 3
- Jeff Scott Soto - Cori
- Debbie Holiday - Cori
- Joe Lynn Turner - Cori
- Michael Caruso - Cori
- Anne Marie Hunter - Cori
- Chili Dog & Small Fry - Cori